# 源義広 (紺戸氏祖)
源 義広（みなもと の よしひろ、生年不詳 - 治承4年（1180年）?）は、源義時の四男、義澄の父。平安時代末期の武将。紺戸 義広 （こんど よしひろ）、錦織 義広 （にしごり よしひろ）とも。
源義家（八幡太郎義家）の五男または六男の源義時の四男。石川源氏一族の紺戸氏の始祖。

## 経歴
治承4年（1180年）に源頼朝が挙兵すると、それに呼応し、先祖の河内源氏の本拠地の河内国石川郡で挙兵したが、平清盛が派遣した飯富季貞、平盛澄の軍に宇治で戦い大敗。捕らわれたとも、討ち死にしたともいうが、詳細は不明。